# Constantin Enășescu
Constantin Enășescu (n. 1863 – d. martie 1939, Iași, România) a fost un om politic român, care a îndeplinit funcția de primar al municipiului Iași în perioada 12 martie - 25 aprilie 1926. 